# Frankofón irodalom
Frankofón irodalomnak (egyesek a rövid "o"-s frankofon verziót tartják helyesnek) nevezzük a francia nyelven írott irodalmakat.  Gyakran rosszul értelmezik a kifejezést, mikor csak Franciaországon kívüli frankofón országokra vonatkoztatják, azonban ebbe a francia irodalom is beletartozik, azaz a francia szerzők írásai is. Ezért a frankofón irodalom a világ összes francia nyelven írott irodalmára vonatkozik. Valójában a frankofón családba tartozik minden franciául írt irodalom, ahol a francia vagy anyanyelv  (ahogy  Franciaországban, Kanadában, Belgium, Luxemburg és Svájc bizonyos részein), vagy hivatalos nyelv (például Marokkóban, Algériában, Tunéziában, 16 nyugat-afrikai országban, és Közép-Afrika nagy részén) vagy csak valamiféle közvetítőnyelv (amit például üzleti vagy kulturális célokra használnak).
A frankofón irodalom utalhat a következőkre:
- Francia irodalom
- Belgium irodalma
- Svájc irodalma
- Kanada irodalma
- Magreb frankofón irodalma
- Frankofón afrikai irodalom

## Pár példa frankofón szerzőkre
- Francia költők, írók listája
- Georges Simenon (Belgium)
- Maurice Maeterlinck (Belgium)
- Léopold Sédar Senghor (Szenegál)
- Aimé Césaire (Martinique)
- Kateb Yacine (Algéria)
- Assia Djebar (Algéria)
- Mouloud Feraoun (Algéria)
- Samuel Beckett (Írország)
- Blaise Cendrars (Svájc)
- Émile Nelligan (Kanada)
- Roland Michel Tremblay (Kanada)

## Lásd még
- Frankofón
- Frankofónia